# Malostranský graduál
Malostranský graduál je renesanční iluminovaný pergamenový rukopis z 2. poloviny 16. století (z roku 1572), mešní liturgická kniha chórových (sborových) zpěvů obsahující notované části. Jde o knihu liturgických zpěvů, která je rozdělena do dvou dílů - první díl graduálu je součástí sbírek dnešní Národní knihovny České republiky (sign. XVII. A. 3) a je datován mezi lety 1569-1572. Druhý, patrně nedokončený díl malostranského graduálu je uložen v Archivu hlavního města Prahy (rkp. č.1869) a vznikl v letech 1561-1573.

## První díl

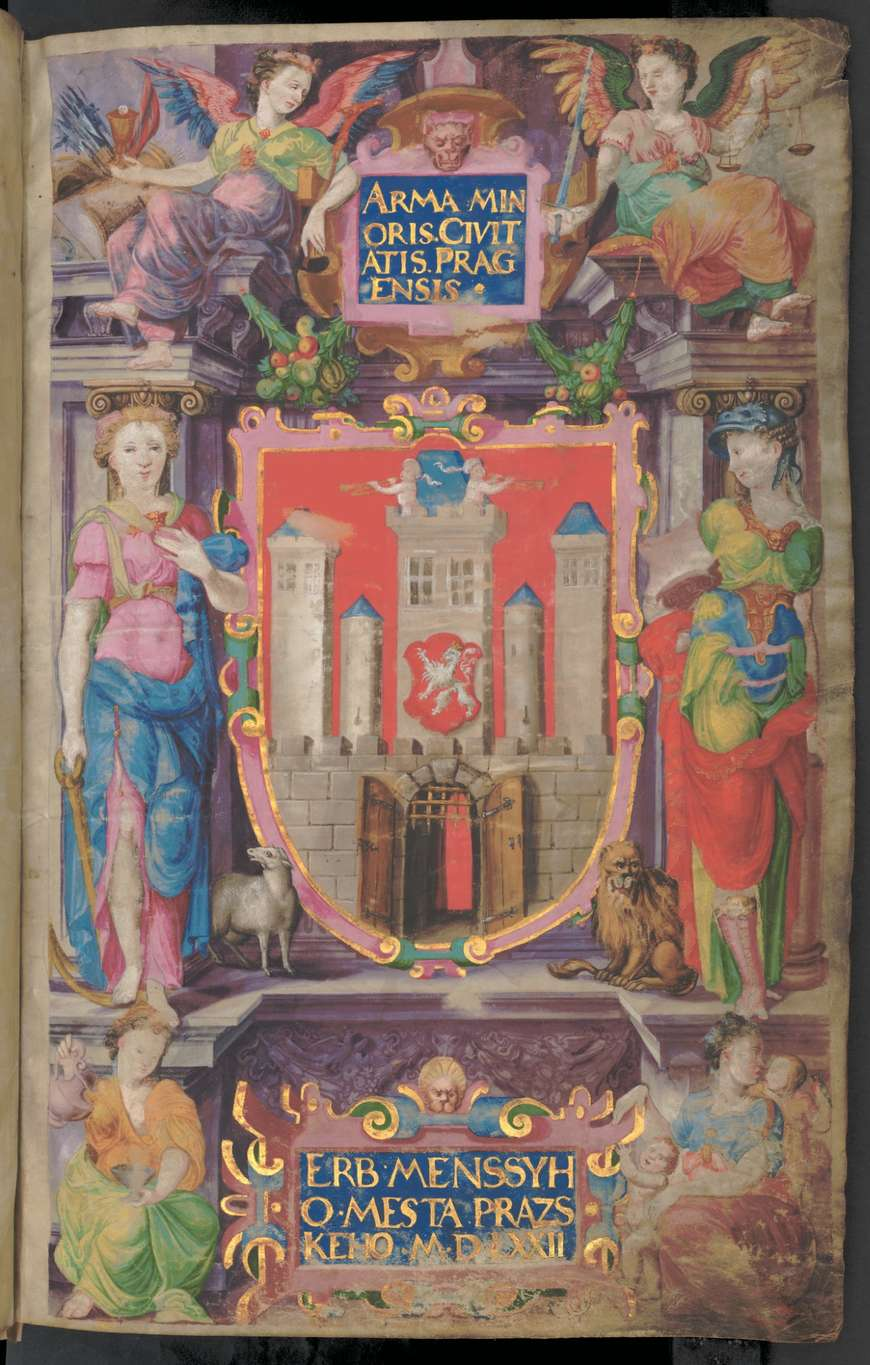
Malostranský graduál, Národní knihovna ČR, sign. XVII.A.3, fol. 1r. Erb Malé Strany

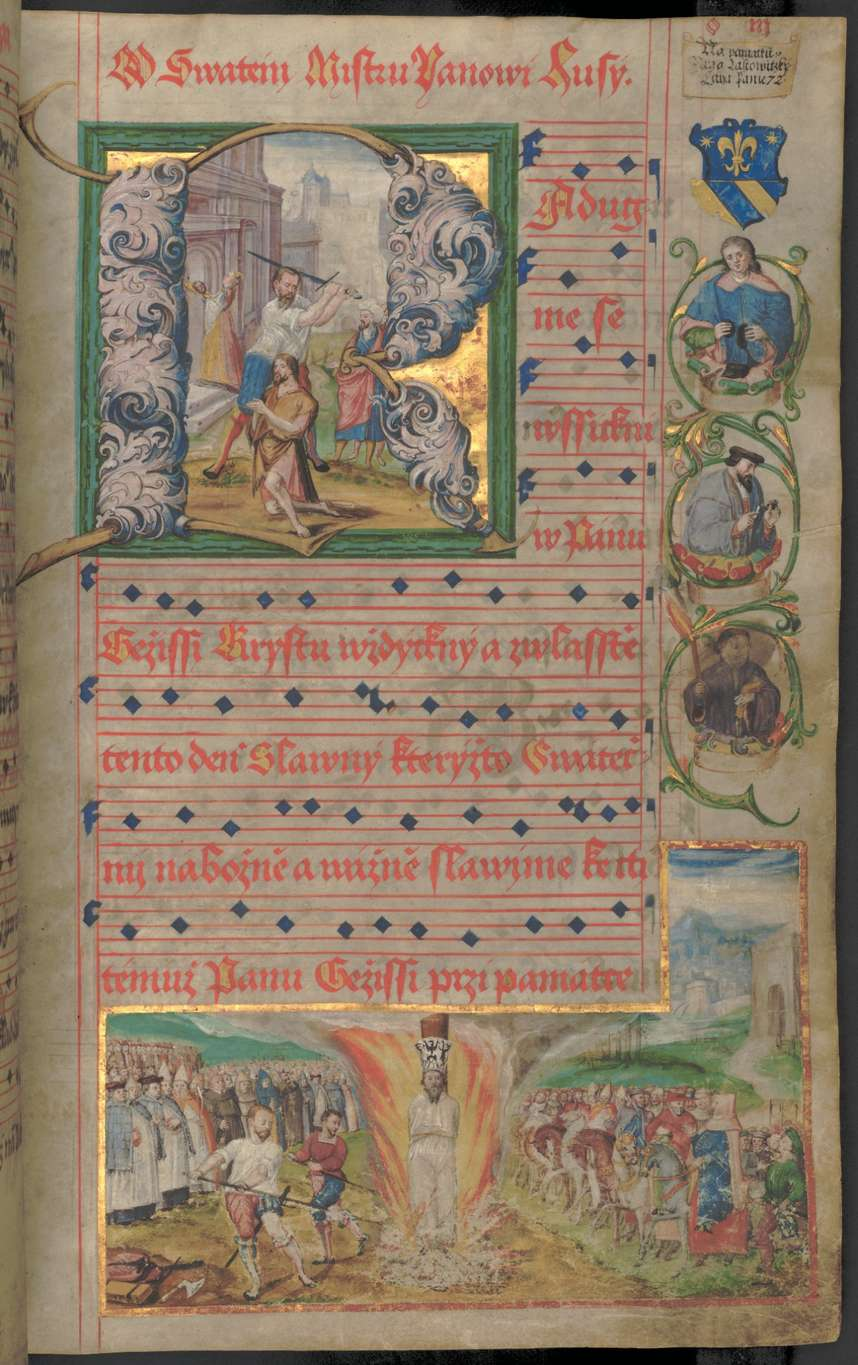
Malostranský graduál, Národní knihovna ČR, sign. XVII.A.3, fol. 363r. Iniciála R, Stětí sv. Jana Křtitele, v borduře upálení mistra Jana Husa

První díl, dokončený pravděpodobně roku 1572, je významný zejména svou malířskou výzdobou. Jeho bohatá malířská výzdoba vznikla nejspíše zčásti v dílně Matouše Ornyse z Lindperka a zčásti v dílně Matěje Hutského z Křivoklátu. Podle explicitu na fóliu 462r byl graduál napsán ve skriptoriu (písařské dílně) Jana Kantora Starého. Za autora iluminací bývá v odborné literatuře považován malíř Matouš Ornys z Lindperka, což je však předmětem diskuzí.
Jedná se o rukopis o rozměrech 59 x 38 cm, který obsahuje 462 fólií (listů). Malostranský graduál byl objednán pro literátské bratrstvo působící při chrámu sv. Mikuláše na Malé Straně. O tomto utrakvistickém bratrstvu, respektive jeho členech není známo více podrobnějších informací. Provenienci potvrzuje vyobrazení na titulním listu, kde je zobrazen malostranský městský znak a identifikace jednotlivých malostranských měšťanů.

### Výzdoba
Výzdoba Malostranského graduálu (I. dílu) obsahuje:
- fol. 1r: Erb Menšího Města pražského v architektonickém rámci s alegorickými postavami ctností, Naděje a Síly, Víry a Spravedlnosti a Mírnosti a Lásky. Jediná celostránková iluminace Malostranského graduálu.
- fol. 2r: Iniciála W, v ní modlící se postava, v oblacích Kristus.
- fol. 76r: Iniciála T s maskou.
- fol. 78v: Iniciála W, v ní trůnící Bůh Otec se symboly evangelistů a beránkem s knihou zapečetěnou sedmi pečetěmi, před ním modlící se postava a po obou stranách 24 starců z Apokalypsy. V borduře dále svatý Václav s praporcem a erbem, Bůh Otec, prorok Ezechiel s ohnivým kolem a čtveřicí zvířat a Mojžíš přinášející desky zákona a Izraelité klanící se zlatému teleti.
- fol. 104r: Iniciála M.
- fol. 106r: V borduře dva andělé držící roušku s otiskem Kristovy tváře.
- fol. 126r: Iniciála H.
- fol. 134r: Iniciála I, v ní dvě postavy, v nebesích Bůh Otec a andělé, v borduře Narození Krista a Zvěstování pastýřům, Vraždění neviňátek
- fol. 139r: Iniciála W, v ní kamenování sv. Štěpána.
- fol. 151r: Iniciála A, v ní Křest Krista v Jordáně.
- fol. 158r: Iniciála P, v ní se Bůh (Kristus?) zjevuje poutníkovi (?).
- fol. 249r: Iniciála W. V borduře červený erb s tkalcovskými nástroji.
- fol. 255r: Iniciála V se Zmrtvýchvstáním Krista. V borduře sv. Jeroným se lvem a knihou, dále vyvržení Jonáše velrybou.
- fol. 295r: Iniciála M, v ní Nanebevstoupení Krista.
- fol. 305r: Iniciála D, motiv Seslání Ducha svatého. Při spodním okraji folia je mnohofigurální scéna - výjev s prorokem Joélem. V borduře v nápisové pásce jméno donátora. V borduře dále klečící donátor před Ukřižovaným, na něhož ukazuje anděl. U paty kříže je lebka.
- fol. 319r: Iniciála P s Nejsv. Trojicí a anděly.
- fol. 326v: chybí figurální iniciála. Ve spodní části folia je výjev se dvěma skupinami osob. Nápisová tabulka se jménem donátora, cit. Na památku Giržika Katycha z Alberndorffu, miesstienína a spolu raddního tohoto královského Menssího miesta prazského letha 72.
- fol. 327r: Iniciála D, v ní Poslední večeře Páně.
- fol. 338r: Iniciála P, v ní sv. Jan Evangelista. V borduře erb, v nápisové pásce jméno donátora Jan Avrzedník (Aurzedník). V borduře dále Jákobův sen a motiv Jákobova žebříku.
- fol. 350r: Iniciála R, sv. Vít. V borduře boj Davida a Goliáše.
- fol. 352r: Iniciála Z, v ní Zachariáš a anděl.
- fol. 363r: Iniciála R, Stětí sv. Jana Křtitele a Salome s jeho hlavou. V nápisové tabulce jméno donátora Na památku Jana Lastovitzky letha Panie 72. V borduře dále upálení mistra Jana Husa, polopostava Jana Viklefa vykřesávajícího jiskru, Jana Husa zapalujícího svíčku a Martina Luthera držícího pochodeň.
- fol. 369r: Iniciála R. V borduře Ježíš s Máří Magdalénou.
- fol. 377r: Iniciála N, v ní Proměnění Páně s Mojžíšem a Eliášem a apoštoly. V borduře dále sv. Kosma a Damián.
- fol. 383r: Iniciála P, tři mládenci v peci ohnivé. Mnohafigurální scéna. V borduře umučení sv. Vavřince.
- fol. 385r: Iniciála R, v ní donátor s anděly před oltářem s obrazy Nesení kříže a Ukřižování. Kristus s křížem. V borduře dále Smrt P. Marie.
- fol. 397r: Iniciála O, v ní sv. Jan píšící evangelium.
- fol. 405r: Iniciála C, v ní archanděl Michael. V borduře Hospodin a svržení padlých andělů.
- fol. 412r: Iniciála R. Svatý Václav, sv. Vít a sv. Vojtěch. V borduře je výjev Kristus mezi apoštoly.
- fol. 417r: Iniciála Z. V ní stojí svatý biskup s kladívkem a erbem. V borduře Zvěstování P. Marii.
- fol. 424v: Iniciála A, sedící a píšící apoštol Matouš s andělem.